# Troy Ruttman
Troy Ruttman (Mooreland, Oklahoma, 11 mars 1930 – Lake Havasu City#, Arizona, 19 mai 1997) était un pilote automobile américain qui s'illustra aux 500 miles d'Indianapolis. 
Il avait un jeune frère, Joseph Ruttman (champion en NASCAR) et avait 3 enfants : deux garçons, Jim et Troy Jr. (décédé lors d'un test d'Indycar à Pocono) et une fille Dee-El Dawe. 

## Biographie

### Débuts
En 1945, à 15 ans, il participe à la première course de sa carrière à Saint-Bernardino dans une épreuve de Roadster, qu'il remporte de même. Pendant toute cette saison 1945, il gagna 19 des 21 courses auxquels il participa. En 1947, il devient champion du California Roadster Association, qu'il récidivera l'an suivant. Il gagne également, en 1947, ses 5 premières victoires dans les courses de Midgets. En 1949, Ruttman court en AAA Sprint. En 3 saisons et demie, il gagne le championnat à 3 reprises avec comme statistiques : 16 victoires et 28 top 3 en 51 courses de Midgets. Il courra également en USAC cette année-là. 

### 500 miles d'Indianapolis
Il s'engage pour la première aux 500 miles en 1949. Les débuts seront encourageants pour Troy : il signe une 18e place aux qualifications et finit à la 12e position. Il participe encore aux 500 miles d'Indianapolis en 1950 mais en revanche, ce GP compte pour le championnat du monde de Formule 1. Seulement 24e sur les 33 engagés, il termine 15e au classement avec 8 tours de retard sur le vainqueur Johnnie Parsons. En 1951, il signe une très bonne 6e place en qualifications mais son arbre à cames rend l'âme après 78 tours de course. 1952 sera l'année de la victoire pour Ruttman : il récidive en qualification avec une 7e place, puis pendant la course, il se place avec sa Kuzma à la 2e place derrière le double vainqueur de la spécialité Bill Vukovich quand ce dernier se crashe à huit tours de la fin du GP. Ruttman, profitant des déboires de Vukovich, remporte avec une avance impressionnante : 4 minutes 2 secondes et 329 millièmes d'avance à l'arrivée sur son dauphin Jim Rathmann. À ce moment-là, il devient le plus jeune vainqueur de la Formule 1 (record battu par Fernando Alonso en F1 mais c'est toujours lui qui le détient dans les 500 miles) et également le plus jeune à monter sur un podium et à marquer des points en championnat de F1 (record détenu ensuite, respectivement, par Fernando Alonso puis Sebastian Vettel). Malheureusement en 1953, il est impliqué dans un crash où il sera blessé et ne reprendra la compétition automobile qu'en 1954. Lors des 500 miles d'Indianapolis 1954, avec l'aide de Duane Carter, il terminera à une satisfaisante 4e position. Puis la suite, à Indianapolis, sera moins bonne. Il accumulera abandon sur abandon sur ses 7 derniers GP sur le brickyard sauf en 1963 où il signe une 12e place. Il a fait également une apparition au GP de France 1958 avec à la clé une 10e place, et aussi au GP d'Allemagne 1958 où des problèmes de moteur le contraignent à renoncer à l'épreuve.

### Stock car
En 1956, Ruttman remporte le championnat de l'USAC Short Track Stock Car. Il participa aussi à 7 courses de NASCAR Grand National (actuellement Nextel Cup) entre 1962 et 1964 auxquels il terminera 5 fois dans le top 10. Son meilleur résultat était une 3e place au Riverside International, circuit qui accueillit la Formule 1 en 1960, précédé par Dan Gurney et A.J. Foyt.

### Décès
Alors qu'il était déjà atteint d'un cancer, Troy Ruttman succomba à cette maladie le 19 mai 1997 à Lake Havesu City, en Arizona. Il avait 67 ans.

## Résultats aux500 milesd'Indianapolis

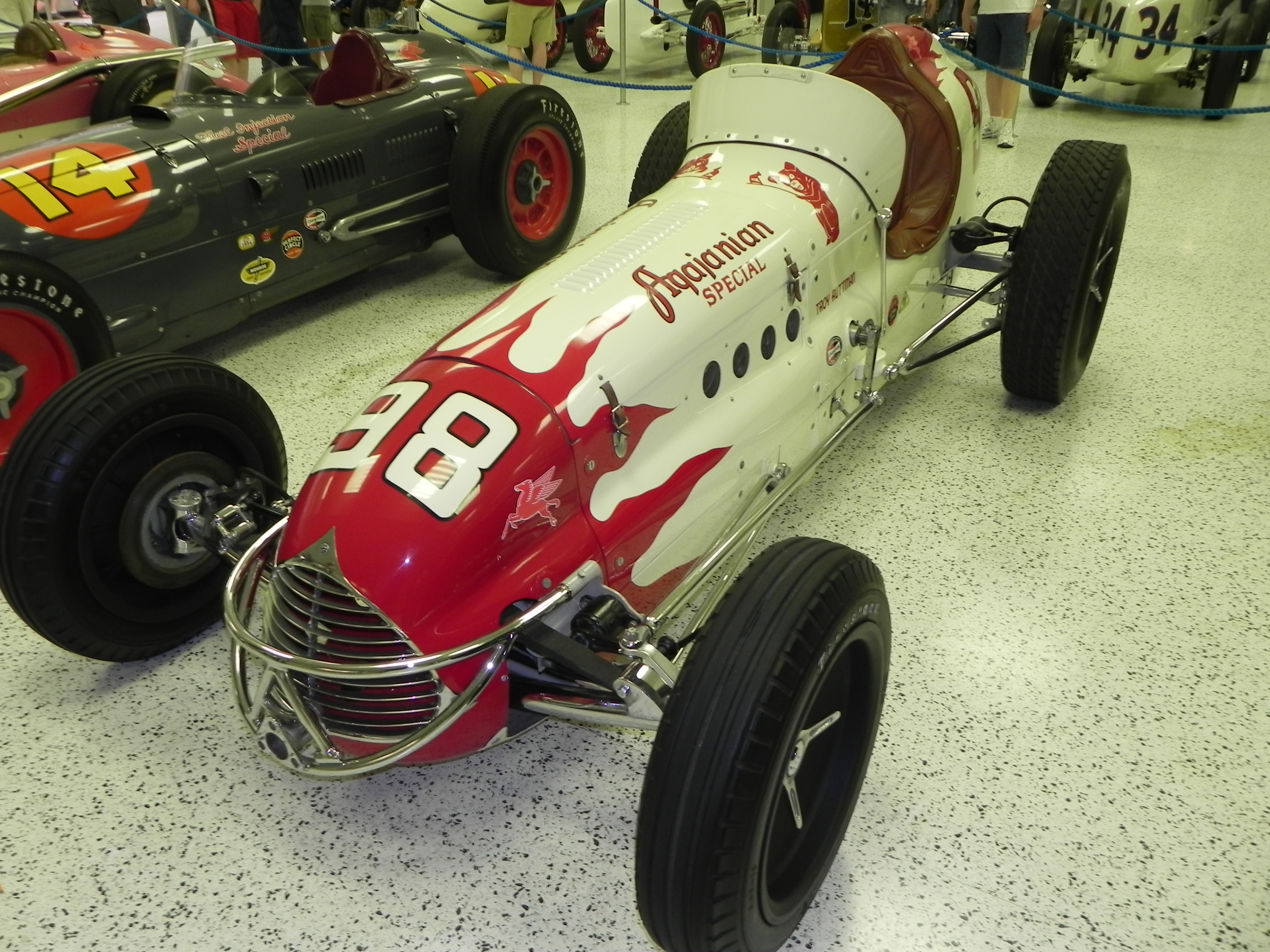
La Kuzma-Offenhauser de l'équipe de J. C. Agajanian, utilisée par Ruttman pour remporter l'Indy 1952 (IMS Hall of Fame Museum).

| Année  | N° voiture | Grille | Classement | Tours | Tours en tête | Abandon           |
| ------ | ---------- | ------ | ---------- | ----- | ------------- | ----------------- |
| 1950   | 55         | 24     | 15         | 130   | 0             | /                 |
| 1951   | 98         | 6      | 23         | 78    | 0             | Arbre à cames     |
| 1952   | 98         | 7      | 1          | 200   | 44            | /                 |
| 1954   | 34         | 11     | 4          | 200   | 0             | /                 |
| 1955   | 18         | /      | /          | /     | /             | Non qualifié      |
| 1956   | 53         | 11     | 31         | 22    | 0             | Tête à queue      |
| 1957   | 25         | 3      | 31         | 13    | 4             | Surchauffe moteur |
| 1958   | 98         | /      | /          | /     | /             | Non qualifié      |
| 1960   | 28         | 6      | 20         | 134   | 11            | Pont arrière      |
| 1961   | 52         | 22     | 20         | 105   | 10            | Embrayage         |
| 1962   | 26         | 30     | 18         | 140   | 0             | Piston            |
| 1963   | 17         | 33     | 12         | 200   | 0             | /                 |
| 1964   | 14         | 18     | 18         | 99    | 0             | Accident          |
| Totals | Totals     | Totals | Totals     | 1321  | 69            |                   |

| Départ    | 11 |
| Poles     | 0  |
| Victoires | 1  |
| Top 5     | 2  |
| Top 10    | 2  |
| Abandon   | 7  |

## Résultats en championnat du monde de Formule 1 (hors500 milesd'Indianapolis)
| Saison | Écurie                   | Châssis       | Moteur              | Pneus   | GP disputés | Points inscrits | Classement |
| ------ | ------------------------ | ------------- | ------------------- | ------- | ----------- | --------------- | ---------- |
| 1958   | Scuderia Centro Sud (en) | Maserati 250F | Maserati 6 en ligne | Pirelli | 1           | 0               | n.c.       |

## Récompenses
Il a été intronisé :
- au National Sprint Car Hall of Fame & Museum en 1993
- au National Midget Auto Racing Hall of Fame en 2003 pour avoir gagné les 500 miles d'Indianapolis 1952
- au Motorsports Hall of Fame of America en 2005

## Records
Grâce à sa victoire aux 500 miles d'Indianapolis 1952, Troy Ruttman a établi des records de précocité qui ont tenu plusieurs saisons, voire plusieurs décennies s'agissant du record du plus jeune vainqueur) :
- Record du plus jeune pilote à prendre un départ à 20 ans et 80 jours (record battu par Ricardo Rodriguez)
- Record du plus jeune vainqueur à 22 ans et 80 jours (record battu par Fernando Alonso)
- Record du plus jeune pilote à monter sur un podium (record battu par Bruce McLaren, désormais détenu par Fernando Alonso)
- Record du plus jeune pilote à avoir marqué un point (record battu par Bruce McLaren, désormais détenu par Sebastian Vettel)